# Киямат
Кия́мат (араб. ِيَوْمُ الْقِيَامَة‎, йавм аль-кийа́мах — судный день) — в исламской эсхатологии день божьего суда, когда все люди получат воздаяние за свои дела. Вера в Последний День является одним из неотъемлемых элементов исламского вероубеждения.

Киямат начнётся с двух трубных гласов (сур) со стороны ангела Исрафила. Первый возвестит об уничтожении большинства творений Аллаха, а второй — о воскрешении человечества и начале божьего суда. В день киямата все творения предстанут перед Аллахом и будут отвечать за совершённые ими деяния. О киямате много говорится в Коране и Сунне пророка Мухаммада. Точное время наступления киямата известно только Аллаху.
Судный час не наступит до тех пор, пока не сразятся две огромные армии, которые понесут большие потери и при этом будут исповедовать одну и ту же веру; пока не появятся около тридцати лжепророков, каждый из которых будет называть себя посланником Аллаха; пока Аллах не поднимет от людей религиозное знание; пока не участятся землетрясения; пока не ускорится время; пока не появится смута (испытания); пока не участятся убийства; пока вы не станете купаться в роскоши, потому что вашего богатства будет настолько много, что хозяин имущества будет беспокоиться из-за того, что никто не принимает его пожертвований, а когда он попытается раздать милостыню, то ему ответят: «Я не нуждаюсь в этом»; пока люди не станут состязаться в строительстве высоких домов; пока проходящий мимо могилы человек не скажет: «Лучше бы я оказался на его месте»; и пока солнце не взойдёт с запада. А когда оно взойдет, люди увидят это и уверуют все как один, но им эта вера не поможет. 

## Время наступления
Точное время наступления киямата никому не известно, кроме Аллаха. Мусульмане считают, что мудрость (хикма) сокрытия Всевышним Аллахом точного времени заключается в постоянной готовности людей к нему. Многие люди спрашивали своих пророков о наступлении этого Дня, но никто не называл им точной даты. 

В Коране в аяте (7:187) суры «Аль-Араф» (Ограды) об этом сказано так: 

۝ «Они спрашивают тебя о Часе: „Когда он наступит?“ ۝ Скажи: „Воистину, знание об этом принадлежит только моему Господу.۝ Никто, кроме Него, не способен открыть время его наступления. ۝ Это знание тяжко для небес и земли. Он настанет внезапно“. ۝ Они спрашивают тебя, словно тебе известно об этом. ۝ Скажи: „Воистину, знание об этом принадлежит одному Аллаху, но большая часть людей не знает этого“»۝  —  7:187 (Кулиев)

Также описано в аяте (39:68) суры «Аз-Зумар» (Толпы).

۝ Но подуют в Рог, и тогда потеряют сознание (или умрут) те, кто на небесах, и те, кто на земле, кроме тех, кого Аллах пожелает оставить.۝ Потом в него подуют еще раз, и тогда они встанут и будут смотреть. ۝  —  39:68 (Кулиев)
Всевышний в Коране сообщает что он едва от самого себя скрывает время начала киямата (20:15) суры «Та Ха» (Та ха).

۝ Я едва ли не скрываю Час от Самого Себя, но он непременно настанет, чтобы каждому человеку воздали тем, к чему он стремился. ۝  —  20:15 (Кулиев)

## Признаки наступления

### Малые признаки
Малые признаки наступления Конца света произойдут (или уже произошли) задолго до больших признаков. Большая часть их не была распространена, либо распространена в малых количествах (Основа в признаках часа то, что если они упоминаются в откровении, то имеется ввиду их свершение среди арабов и в арабских странах, но не в других.).
- Рождение и смерть пророка Мухаммада. Каждый из предыдущих пророков утверждал, что киямат не наступит, пока не появится последний пророк. Вера в то, что пророк Мухаммад является последним пророком, посланным всему человечеству, является частью исламского вероубеждения (акида). Сам Пророк говорил, что «между ним и Концом света расстояние, подобное разнице длины указательного и среднего пальцев»[2].
- Войны. Перед концом света должно произойти столкновение между двумя большими группами мусульман[2]. Здесь имеется в виду Верблюжья битва между Тальхой, аз-Зубайром и Аишей с одной стороны и Праведным халифом Али с другой стороны[3].
- Лжепророки. Всего после смерти пророка Мухаммада будет около 30 лжепророков. Первыми лжепророками были Тулайха, Мусайлима и Саджах. Последним лжепророком будет Даджжаль, который падёт от руки пророка Исы (Иисус Христос)[2].
- «Рабыня родит себе госпожу». Исламские богословы по-разному растолковали эти слова пророка Мухаммада. Одни считали, что настанет то время, когда господин женится на рабыне или дети не будут подчиняться своим родителям, а будут командовать ими. Некоторые считали, что бывшие бедняки будут быстро богатеть и возводить высокие дома[2].
- Большие грехи. Люди начнут совершать большие грехи: прелюбодеяние, массовое распитие алкогольных напитков и т. д.[2]
- Распространение невежества. Исчезнет знание и учёные, а обществом будут руководить необразованные люди. Многие люди начнут считать себя учёными и давать советы другим, а основная масса будет следовать за невеждами. В обществе вместо надёжности и преданности появится предательство и подлость[2]. Людей будут ставить на пост не по способностям, а из-за их богатства, или знатности, или влиятельности и т. д.[3]
- Украшение мечетей. Люди будут следить за интерьером мечетей, хвастаться их красотой и будут редко посещать их для совершения намаза[3].
- Строительство высоких домов. В одном из хадисов пророка Мухаммада говорится о том, что босые, нагие и обездоленные пастухи верблюдов будут соревноваться в постройке высоких домов. Современные богословы считают, что эти слова относятся к странам Аравийского полуострова, где идёт бурное строительство небоскрёбов[3].
- Ускорение времени. По мнению исламских богословов, ускорение времени произойдёт потому, что исчезнет благость времени. Некоторые богословы связывают это с появлением средств связи, скоростных видов транспорта и быстрым перемещением людей в пространстве[2]. Возможно, перед концом света произойдёт ускорение времени в буквальном смысле из-за изменения скорости Земли[3].

- Увеличение числа убийств. К убийствам можно отнести мировые войны, унёсшие огромное количество невинных жизней, а также распространение убийств на бытовом уровне: из-за денег, ревности, убийства в нетрезвом состоянии и т. д.[3]
- Увеличение числа богатых людей. Во время омейядского халифа Умара ибн Абдул-Азиза собранные в качестве милостыни (закят) деньги лежали в мечети и никто их не трогал, так как не было нуждающихся в них[3].
- Освобождение Палестины. В исламской истории было несколько освобождений Палестины, первое из которых произошло во время Умара ибн аль-Хаттаба. Второе освобождение Палестины произошло во время султана Салахуддина. Третье освобождение Палестины ожидается вскоре[3].
- Землетрясения и природные катаклизмы. Перед концом света увеличится число землетрясений и природных катаклизмов[2].
- Самоубийства. Перед Концом света люди будут желать смерти и завидовать мёртвым. Это произойдёт либо из-за потери интереса к жизни, либо из-за распространения проблем, несчастий и т. д.[3]
- Увеличение доли женщин по отношению к мужчинам. Количество женщин увеличится, а мужчин — сократится. В некоторых странах это соотношение достигнет 50 к 1[2].
- Появление горы из золота на месте, где была река Евфрат. Будет битва из-за этого золота, каждый будет думать что он одержит победу, но 99 из 100 погибнут в этом сражении.

- Эпидемия ужасной болезни, которая унесёт жизни многих мусульман.
- Неуважение к родителям, разрыв родственных связей.
- Распространение музыки и песен. (Некоторые мусульманские учёные говорят о запретности музыки и песен[4].)
- Учащение вещих снов.
- Учащение внезапных смертей.
- Преображение Аравийской пустыни в сады. (После Смуты Даджаля (Антихриста).)
- Учащение дождей и уменьшение растительности.
- Появление дара речи у зверей.
- Мусульманская армия завоюет ар-Рум (Константинополь или Рим).
- Опустошение Медины и разрушение Каабы.
- Появление лёгкого ветерка (после смерти пророка Исы), который унесет души всех тех людей, у кого была хотя бы крупица веры в Бога. На Земле останутся только самые наихудшие люди.
- Разрушение Израиля и Иерусалимской мечети до основания (согласно аятам Корана 4-7 суры 17 Аль-Исра (Ночной перенос)).

### Большие признаки
В сунне пророка Мухаммада передаётся о десяти больших признаках наступления киямата:
1. Появление имама Махди;
2. Появление Даджжаля;
3. Пришествие пророка Исы;
4. Нашествие Яджуджа и Маджуджа;
5. Образование трёх больших провалов на земле;
6. Появление существа Даббат аль-ард;
7. Появление Дыма (духан);
8. Поднятие Корана;
9. Восход солнца с Запада;
10. Выход огня в Адене, который погонит людей к месту собрания[1].